# Herrarnas sabel vid olympiska sommarspelen 1984
Herrarnas sabel-tävling i de olympiska fäktningstävlingarna 1984 i Los Angeles avgjordes den 3-4 augusti.

## Medaljörer
| Event         | Guld                       | Silver            | Brons                 |
| Sabel, herrar | Jean-François Lamour (FRA) | Marco Marin (ITA) | Peter Westbrook (USA) |

## Resultat
| Placering | Fäktare                | Land                     |
| --------- | ---------------------- | ------------------------ |
| 1         | Jean-François Lamour   | Frankrike                |
| 2         | Marco Marin            | Italien                  |
| 3         | Peter Westbrook        | USA                      |
| 4         | Hervé Granger-Veyron   | Frankrike                |
| 5         | Pierre Guichot         | Frankrike                |
| 6         | Marin Mustață          | Rumänien                 |
| 7         | Giovanni Scalzo        | Italien                  |
| 8         | Ioan Pop               | Rumänien                 |
| 9         | Gianfranco Dalla Barba | Italien                  |
| 10        | Freddy Scholz          | Västtyskland             |
| 11        | Zisis Babanasis        | Grekland                 |
| 12        | Steve Mormando         | USA                      |
| 13        | Cornel Marin           | Rumänien                 |
| 14        | Chen Jinchu            | Kina                     |
| 15        | Jürgen Nolte           | Västtyskland             |
| 16        | Wang Ruiji             | Kina                     |
| 17        | Mike Lofton            | USA                      |
| 18        | Mark Slade             | Storbritannien           |
| 19        | Jean-Paul Banos        | Kanada                   |
| 20        | Hanns Brandstätter     | Österrike                |
| 21        | Richard Cohen          | Storbritannien           |
| 22        | Jörg Stratmann         | Västtyskland             |
| 23        | John Zarno             | Storbritannien           |
| 24        | Ildemaro Sánchez       | Venezuela                |
| 25        | Atilio Tass            | Argentina                |
| 26        | Liu Guozhen            | Kina                     |
| 27T       | Jean-Marie Banos       | Kanada                   |
| 27T       | Claude Marcil          | Kanada                   |
| 27T       | Antonio García         | Spanien                  |
| 30        | Olivier Martini        | Monaco                   |
| 31        | João Marquilhas        | Portugal                 |
| 32        | James Kreglo           | Amerikanska Jungfruöarna |
| 33        | José María Casanovas   | Argentina                |